# 감 (춘추)
감(甘)은 주나라의 제후국 중 하나이다. 서주 때의 위치는 지금의 산시성(陕西省, 陝西省) 후현(户县, 戶縣)이다. 동주 때의 위치는 지금의 허난성(河南省)의 위안양(原阳, 原陽) 일대이다. 영지는 하나라 때 유호씨(有扈氏)의 영지였던 고대의 감읍(甘邑)을 가지고 있었다. 작위는 백작이었다가 공작으로 바뀌었다.

## 역사

### 서주 시기 (1차)
서주 무왕이 같은 씨족 사람을 감(甘) 땅에 봉하여 제후가 되게 하였고, 백작의 작위를 내려주어 그 임금을 감백(甘伯)이라 칭했다. 이후에 환공(桓公)이 있었으나, 이 환공 이외에는 서주 시기의 감나라 세계를 알 수 없다. 또한 어느 때에 세계가 끊어졌거나 아니면 서주 시기가 끝날 때 그 여파로 인해 멸망하였을 것이라고 본다.

### 동주 시기 (2차)
춘추 시대 때 동주 양왕이 계모인 혜후(惠后) 소생의 이복 동생 왕자 대를 감읍(지금의 허난성 위안양 일대)에 봉하고 공작의 작위를 내려주었다. 이 왕자 대가 바로 소공(昭公)이다. 그의 후예가 감씨(甘氏) 중 한 갈래가 되었다. 이후 환공(桓公)이 왕자 조의 반란에 참여하였기 때문에 주 경왕이 기원전 513년에 환공을 죽이고 감나라를 멸망시켰단 설이 있다.

## 역대 군주

### 동주 시기 (2차)
| 시호           | 이름   | 재위 기간                                                | 비고                                        | 출전                                               |
| -------------- | ------ | -------------------------------------------------------- | ------------------------------------------- | -------------------------------------------------- |
| 소공(昭公)     | 대(帶) | ? ~ 기원전 635년                                         | 동주 양왕의 이복 동생                       | 《左傳·僖公二十四年》夏季條，《左傳·僖公二十五年》 |
| 중간 세계 실고 |        |                                                          |                                             |                                                    |
| 성공(成公)     |        |                                                          | 소공의 후손                                 | 《左傳·昭公十二年》十月條                          |
| 경공(景公)     |        |                                                          | 성공의 아들                                 | 《左傳·昭公十二年》十月條                          |
| 간공(簡公)     |        |                                                          | 경공의 후손 아들이 없어서 동생에게 전위함.  | 《左傳·昭公十二年》十月條                          |
| 도공(悼公)     | 과(過) | ? ~ 기원전 530년                                         | 간공의 동생 성공, 경공의 족인들에게 피살됨. | 《左傳·昭公十二年》十月條                          |
| 평공(平公)     | 추(鰌) | 기원전 530년 ~ ?                                         | 성공의 손자                                 | 《左傳·昭公十二年》十月條                          |
| 환공(桓公)     |        | ? ~ 기원전 513년 주 경왕(景王)과 주 경왕(敬王) 시기 즈음 | 평공의 아들                                 | 《左傳·昭公十二年》正月條                          |
| 차후 세계 실고 |        |                                                          |                                             |                                                    |